# Trigun
Trigun (トライガン?) es un manga escrito e ilustrado por Yasuhiro Nightow. El manga se serializó en Shōnen Captain de Tokuma Shoten en 1995 con tres volúmenes recopilados cuando la revista se suspendió en 1997. Continuó en la revista Young King Ours de Shōnen Gahōsha, bajo el título Trigun Maximum (トライガンマキシマム?), donde permaneció hasta el momento de su culminación en 2008.
Ambos mangas se adaptaron a un anime en 1998. Madhouse animó la serie de televisión que se emitió en TV Tokyo del 1 de abril de 1998 al 30 de septiembre de 1998, con un total de 26 episodios. Una película animada llamada Trigun: Badlands Rumble fue estrenada en abril de 2010.
Una nueva adaptación al anime de Orange, titulada Trigun Stampede, que se estrenó el 7 de enero en 2023. Se está produciendo una "fase final", titulada Trigun Stargaze.

## Trasfondo
En un futuro, la Tierra ha sido superpoblada y sus recursos naturales y ambiente se encuentran en un estado pronto a desaparecer. En esta situación se crea el proyecto "Semillas", en el cual, para asegurar la supervivencia de la especie se envía al espacio una flota de naves de última tecnología en las que están contenidas en animación suspendida un gran número de personas.
Estas naves usan como sistema de alimentación las llamadas "Plantas", un generador de energía que en cuyo núcleo aloja una entidad que es casi energía pura y sirve como fuente de poder para la nave.
En una de estas naves, una pequeña tripulación se encarga de guiar y buscar un planeta que pueda acoger a la raza humana. Un día, una anomalía los conduce hasta el reactor para descubrir allí que no sólo la Planta ha dado a luz dos recién nacidos, sino que a diferencia del resto de su especie, su aspecto es más humano y pueden sobrevivir fuera del reactor.
Contrariamente a la opinión general, una miembro de los tripulantes llamada Rem Saverem, insiste en protegerlos y los cría como dos humanos, llamándolos Vash y Knives. En un año logran crecer hasta la adolescencia. Pero una catástrofe lleva a la tripulación a la muerte y a las naves a estrellarse contra un planeta desértico. Sin embargo, Rem salva las naves a costa de su vida. Sólo Vash y Knives sobreviven, para descubrir que toda la tragedia fue obra de Knives.
Los supervivientes logran despertar y comienzan a establecerse en este agresivo mundo, utilizando los restos de una tecnología que no comprenden y tratando de satisfacer sus necesidades, crean una civilización muy similar al viejo Oeste norteamericano, creando grandes ciudades y pueblos cerca de las ruinas de las naves, ya que las Plantas aún otorgan energía y protección contra el nocivo ambiente del planeta.

## Argumento
Trigun narra la historia de Vash Estampida, también conocido como El Huracán Humano, y de las dos empleadas de la Sociedad de Seguros Bernarderi: Meryl Stryfe y Milly Thompson, que tienen la misión de seguir y minimizar los efectos del caos que persiguen a Vash a donde quiera que este vaya. Este esconde su verdadera personalidad, alternando entre el idiota inofensivo y el guerrero implacable, pero es siempre un pacifista acérrimo e imparable.
Básicamente la historia se centra en el enfrentamiento entre Vash y su hermano Knives. Se desarrolla en el planeta Gunsmoke (del inglés "Arma humeante"), donde varias naves colonizadoras terrestres se estrellaron un siglo atrás. Al ser un planeta con poca agua, prácticamente desértico, se ha desarrollado una civilización humana que es similar al viejo oeste estadounidense. Existe una interesante mezcla de tecnología antigua y nueva, pero lo que llama más la atención son las Plantas, seres que proveen de energía a las ciudades humanas, cuya apariencia es de mujeres jóvenes con alas, también conocidas como seres fuera del tiempo. Nadie lo sabe, pero Vash y Knives pertenecen a ésta raza.
Knives cuenta con un grupo de asesinos llamados Las Armas-Gung-ho, a los que utiliza para atraer a Vash hacia él. A su vez, Vash parece tener un "aliado", Nicolas D. Wolfwood, un predicador itinerante que lleva una enorme cruz a cuestas, el cual viaja por todo el planeta predicando la palabra del Señor, ésta Cruz que lleva es en realidad un arma de gran poder y potencia.

## Personajes

### Principales
- Vash Estampida (Vash la Estampida Vash l'Estampida?, ヴァッシュ・"ザ・スタンピード)

Su mejor habilidad es usar armas de fuego de todo tipo con gran velocidad y con una precisión sobrehumana. Tiene un carácter extraño, y como parece indicar su destino, quiere imponer justicia sin matar ni derramar ni una sola gota de sangre, aunque sus métodos no siempre son los mejores. Es también uno de los pocos hombres vivos en Gunsmoke que comprende totalmente el uso, mantenimiento y construcción de la tecnología perdida ya que durante su estancia en las naves semillas fue entrenado como técnico en mantenimiento.
Su aspecto es el de un hombre alto, con un uniforme de combate que oculta bajo un abrigo rojo. Cabello rubio, con un peinado picudo, pequeñas gafas redondas y gruesas botas. Bajo la ropa oculta una amalgama de cicatrices y heridas que ha recibido a lo largo de un siglo de intentos de frenar la violencia por medio de ideas pacifistas, su brazo izquierdo es un implante con un arma oculta que reemplaza el brazo que su hermano le amputó de un disparo para quitarle su arma.
Su cabeza está cotizada en unos 60 mil millones de doblondólares (moneda oficial del planeta Gunsmoke), ya que fue un proscrito buscado por la ley por causar la completa destrucción de varias ciudades, como la ciudad Julio el 21 de julio del año 104 a las 14:06 horas. Luego de destruir la ciudad Augusta y hacer un cráter en la Quinta Luna del planeta 23 años después. Sin importar esto, él siempre defenderá la justicia y el orden aún si él sufre daño físico. Tiene una debilidad por las chicas bonitas hasta el punto en que casi es mujeriego, ya que a pesar de volverse loco por ellas, siente gran aprehensión de que lo vean desnudo y contemplen las marcas en su cuerpo. También, se le considera el Desastre Natural de todo Gunsmoke, por lo cual se le apodó El Huracán Humano.
Aprendió su filosofía pacifista de Rem Saverem, quien lo criara desde pequeño y se volviera para él una imagen idolatrada. Pero según él mismo reconoce, después de superar el haber asesinado a Legato, en realidad siguió esa filosofía no por ser lo correcto, sino sólo porque Rem lo decía.
Le encantan las mujeres y tiene más de un siglo de edad, ya que cayó junto con las naves de colonización que se estrellaron en el planeta Gunsmoke hace más de 107 años.
- Meryl Stryfe (メリル・ストライフ?)

Junto con Milly Thompson, es empleada de la organización de seguros de "Bernardelly". Le han asignado mantener a Vash lejos de los problemas. Lo siguen dondequiera que vaya en un intento de prevenir el desastre antes de que ocurra, esperando que su compañía de seguros no tenga que pagar los destrozos, que suelen ser enormes.
Sin embargo, en un comienzo no creyó que el atolondrado sujeto que conocieran a poco de iniciar su viaje fuera el verdadero Vash, sólo después de muchas aventuras juntos y de verlo enfrentarse a la familia Nebraska, se convence de que en realidad El Huracán Humano no es un asesino sanguinario y sediento de sangre, sino más bien un pistolero de buenos sentimientos con la mala suerte de que los problemas lo persiguen.
Meryl es fuerte y persistente. Cuando los Gung-ho-Guns comienzan a atacar decide seguir al lado de Vash a pesar del riesgo que significa. A pesar de ser, estrictamente hablando, sólo una oficinista, es una excelente pistolera.
Su apodo, Derringer Meryl viene de las docenas de pistolas Derringer que oculta bajo su guardapolvos, las cuales usa con gran habilidad. Tiene un parecido con Rem.
A medida que avanza la serie, se va enamorando de Vash, aunque al principio no lo admite, pero a medida que pasa el tiempo y con la ayuda de su amiga Milly, va aceptándolo.
- Milly Thompson (ミリィ・トンプソン?)

A pesar de su ingenuidad y su carácter un poco infantil, es fuerte pero también agradable, feliz y confiable, físicamente se caracteriza por ser más alta que las otras mujeres. Creció en una familia numerosa, a los que escribe con frecuencia extensas cartas. Considera a Meryl su sempai. Tanto en el manga como en el anime tiene una especial relación con Wolfwood.
Su apodo, Stuntgun Milly, viene del arma aturdidora que maneja (llamadas Stuntgun en inglés), la cual dispara grandes cruces de metal que noquean a sus contrincantes ya que rechaza la idea del asesinato tanto o más que el mismo Vash.
Para la nueva adaptación anime Trigun Stampede, Milly es omitida y reemplazada por un nuevo personaje llamado Roberto de Niro.
- Nicolas D.Wolfwood (ニコラス・D・ウルフウッド?)

Un personaje algo misterioso que parece ser predicador. Al menos va vestido como uno, dice representar un orfanato y lleva una gran cruz envuelta en un paño atado con correas. En realidad, ésta cruz es un arsenal que se abre cuando se necesita: los brazos contienen pistolas, el extremo largo es una ametralladora de gran alcance y la cabecera es un lanzamisiles.
Wolfwood termina viajando con Vash por casualidad, o eso es lo que deja pensar, ya que mientras pasa el tiempo, se descubre que tiene sus propias razones ocultas. Es también parte del Ojo de Michael, una organización de asesinos eclesiásticos. Además, es parte de las Armas-Gung-ho. Posteriormente Knives, pide que acompañe a Vash sin informar al resto de las Armas-Gung-ho. Sin embargo se convertirá en un amigo fiel para Vash. Su arma es un juego de palabras, que incluye una batería de 8 pistolas, un lanzallamas y un lanzacohetes, llamado "Castigador" (igual como su apodo en las Armas-Gung-ho). Aunque procura hacer el bien como lo hace Vash, ayudando a los demás en situaciones en las cuales ningún otro se ofrecería voluntariamente, se diferencia de él en que mataría si cree que debe hacerlo. Parece tener una atracción por Milly. Es asesinado por Chapel cuando este es manipulado por Legato.
- Millions Knives (ミリオンズ・ナイブズ?)

Hermano de Vash de personalidad misántropa. Fue él quien regalo a Vash una pistola blanca (la de Knives es Negra, un arma escondida que se conecta con su brazo, con un catalizador con poder suficiente como para agujerear a la Luna). Quiere destruir la humanidad porque ésta destruye más de lo que crea, además de querer crear una raza fuerte que pueda sobrevivir como lo hicieron Vash y él.
Knives esperaba que Vash se uniera a su causa para llevar a cabo su propósito, pero se da cuenta de que nunca cambiará de opinión, así que manda a sus discípulos para tratar de matarlo, pero Vash no vacila en arriesgar su propia vida por salvar a su hermano de hacer esto.
En el manga, Knives es mucho más peligroso al usar la energía de las Plantas, las cuales fusiona dentro de él, así aumenta su fuerza a un nivel imparable, al final, es derrotado por Vash (el cual, él mismo salva, luego de que este se desmayara al vencerlo).
- Rem Saverem (レム・セイブレム?)

Su nombre, dependiendo de la traducción, puede ser “Rem” o “Lem”, ya que en el japonés no se distinguen ambas consonantes, en el caso de la traducción española del manga, a cargo de Glénat, han optado por escoger “Lem”.
Si hay una persona que ha definido la vida de Vash, es Rem. Ella casi crio de buena manera a Vash y Knives cuando eran niños. También les defendió cuando la tripulación de Las naves semillas pensaban que no merecían ser tratados como seres humanos.
Al perderla, lo que impulsa su actual carácter y forma de actuar con pacifismo, Vash aprendió el valor de la vida en el sacrificio de Rem: rechazó abandonar las naves semillas para poder salvar a los colonos cuando éstas se iban a estrellar contra el planeta Gunsmoke, Rem provocó un aterrizaje de emergencia en el último momento a costa de su vida.
- Kuroneko (黒猫様?)

Kuroneko (o el gato negro) no es realmente un personaje. Parece ser, en realidad, la mascota del dibujante Nightow. Sirve para marcar situaciones extrañas y ayuda a proporcionar una atmósfera cómica en numerosas escenas de la historia, un dato curioso sobre él es que aparece en todos los episodios del anime.

### Los Gung-ho-Guns
- Legato Bluesummers

Sirviente de Knives Millions, aprobó los deseos de su maestro, es decir, ser utilizado como uno de los enemigos más peligrosos de Vash. Puede usar lo que él llama un hilo para controlar el cuerpo contra los deseos de las personas. Además, para servir a los intereses de Knives, reunió a una banda de asesinos excepcionales que a la vez, es su líder indiscutible. Según su mentalidad, los humanos son una raza inferior que no merece la vida y debe ser exterminada, por extensión, su propia vida carece de valor y esto lo hace peligroso al no temer a la muerte.
- Monev The Gale

N.º 1 de los Gung-ho-Guns. Se trata del primer enemigo real para luchar contra Vash. Se proporciona de dos pistolas con máquinas rotativas (uno en cada brazo). Él pasó 20 años de su vida en una bodega para ponerse en forma y preparar su reunión contra su destino. Su motivación es que se le ha dicho que una vez que acabe con Vash será libre de vivir como desee.
- Dominique la Cícloide

N° 2 de los Gung-ho-Guns. Utiliza un poder de mirar e hipnotizar a sus oponentes en cortos momentos, privándoles de todos sus sentidos y su noción del tiempo, para así hacerles creer que se mueve casi tele trasportándose a una velocidad sorprendente.
- E.G. Mina

N° 3 de los Gung-ho-Guns. Está equipado con un tipo de bola a picos que él puede expulsar tomando fuerza desde sus dedos. Sin embargo es sólo un oponente fácil para Vash que logra desarmarlo sin problemas.
- Rai-Dei La Cuchilla

N.º 9 de los Gung-ho-Guns. Este es el clásico samurái en las series de manga con su katana y varias armas al estilo mencionado. Asegura que desea combatir con Vash ya que solo mirando a la muerte a la cara podrá descubrir el camino del guerrero, asegurando seguir fielmente el camino del samurái y por ello rechaza la tecnología y las armas de fuego; sin embargo utiliza un calzado motorizado que le permite acelerar y si se ve en desventaja convierte su katana en una escopeta con la que acribilla a su oponente. Finalmente cree haber logrado su propósito al presenciar a Vash disparar contra la quinta luna, pero lejos de ver el camino del guerrero esto solo le produjo miedo.
- Leonof el Amo de los Títeres

N.º 4 de los Gung-ho-Guns. Este es capaz de manejar cientos de títeres, y además es maestro de marionetas asesinas. Se infiltra en una ciudad flotante que Vash y Woolfwood visitaron saboteando y destruyendo hasta hacerla estrellarse. Tras usar como marionetas y asesinar a algunos de los amigos que habían hecho allí, Nicolas lo asesina con su lanzacohetes.
- Grey Nueve Vidas

Es el N.º 8 de los Gung-ho-Guns. Muy poco se puede decir de este Gung-ho-Gun. Tiene la reputación de tener nueve vidas y resultó un oponente especialmente difícil de derrotar para Wolfwood. Al final, resulta ser una especie robot controlado por nueve sujetos desde dentro. En la serie de anime esto fue modificado y se presentó a Grey como un Androide.
- Hoppard el Manopla

N.º 6 de los Gung-ho-Guns. Se trata de un atrofiado que se proporciona de sus brazos, ya que sus piernas son demasiado cortas. La parte superior de su cuerpo es perfectamente muscular. Lucha mediante un formulario de un escudo en forma de pelota, con una ametralladora dentro de este. Se dedicó a asesinar a Vash, ya que su amada fue víctima de la catástrofe en Ciudad Julio.
- Zazie la Bestia

Es el N.º 12 de los Gung-ho-Guns. Este pequeño personaje, con apariencia de niño, parece no ser humano. Se puede comunicar con los animales, los cuales lo obedecen. También puede hacer transferencias de su alma de un cuerpo a otro, pero casi no se aprecia, en el manga utiliza esta habilidad al pasar de su cuerpo normal (luego de ser aplastado por un ascensor) al de una niña.
- Capilla La Libre Campana Funeraria

Conocido como Chapel en el manga. Uno de los Maestros de la Organización "Ojo de Michael", una organización de asesinos eclesiásticos, la cual fue fundada en una iglesia que trabaja con "Plantas". Ellos le proveen a Knives asesinos profesionales. Fue el instructor de Nicolas, Livio y Razlo. Fue un maestro exigente y aceptó a pocos discípulos en la Organización. Cuando salió de ésta, Nicolas lo hirió para dejarlo privado de sus piernas. Una de sus metas es vengarse de él, así que nuevamente se unió al Ojo de Michael. Sigue siendo formidable y temido a pesar de usar silla de ruedas (en el anime esto fue omitido). Utiliza dos armas que son ametralladoras y al final de éstas están unidas por cuatro picos filosos.
- Caine el Aventurado

En la breve aparición de este francotirador de los Gung-ho-Guns, tenía una escopeta de un cañón de varios metros, que le permite lograr acertadamente disparos de gran precisión a largas distancias; sólo aparece en el anime.
- Midvalley el Músico

Es el N.º 7 de los Gung-ho-Guns. Es un maestro capaz de jugar con sus fatales melodías al utilizar los sonidos de un saxofón y si, es necesario, su saxofón está equipado con una ametralladora. Mientras se enfrenta con Vash, este traba uno de los gatillos de su instrumento/arma, a pesar de que Vash intenta advertirle, Midvalley no le hace caso y muere cuando intenta disparar y su arma explota.
- Elendira el Clavo Carmesí

N° 13 de los Gung-ho-Guns. Se considera el más fuerte los Gung-ho-Guns y utiliza una especie de larga maleta que demuestra ser en realidad una ballesta que dispara enormes clavos. Solo aparece en el manga.

### Ojo de Michael
- Livio el Doble Colmillo

Asesino con talento, parte de las Armas-Gung-oh, tiene una doble personalidad que aparece cuando está en extremo peligro llamada Razlo, lucha con dos cruces cristianas que resultan ser unas mini ametralladoras (una en la parte frontal y la otra en la popa). Al final del enfrentamiento con Wolfwood (manga), se convierte en uno de los aliados de Vash, al cual protege de la muerte a costas de su juramento de no lastimar a nadie.
- Razlo el Viaje a la Muerte

Uno de los mejores asesinos de la Organización, corresponde a la segunda personalidad de Livio, posee un tercer brazo mecánico en su espalda. Para combatir, utiliza tres armas muy pesadas, una por cada brazo, similares a las cruz de Wolfwood. Debido a la enorme diferencia en el comportamiento entre esta segunda personalidad y la primera, el Ojo de Michael le otorgó una existencia aparte en la Organización.

## Manga

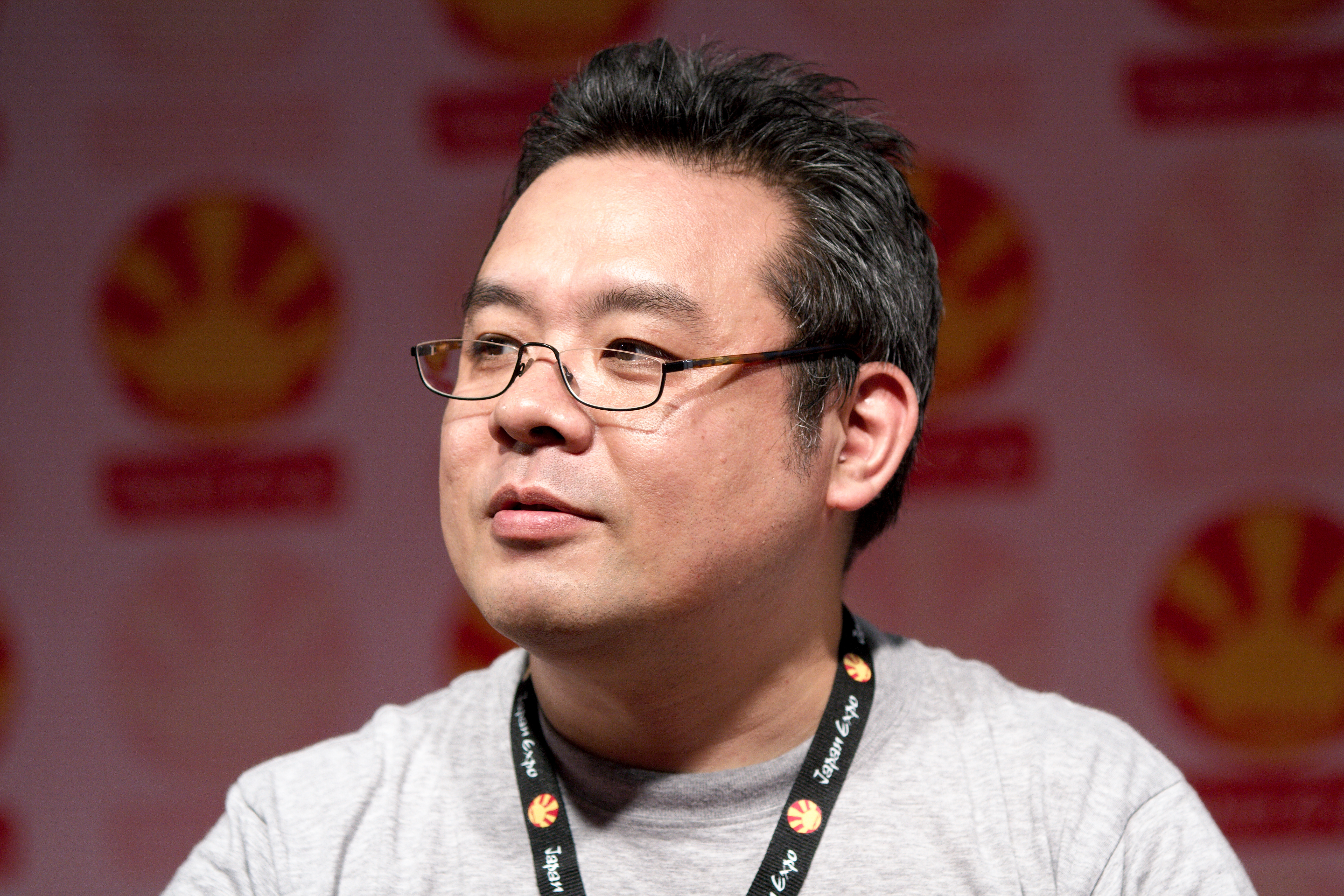
Yasuhiro Nightow en una firma de autógrafos en la Japan Expo 2011 (Paris, Francia).

Después de dejar la universidad, Yasuhiro Nightow se había ido a trabajar vendiendo apartamentos para la corporación de vivienda Sekisui House, pero luchó por mantenerse al día con su pasatiempo de dibujar manga. Tranquilizado por algunos éxitos, incluido un manga de un capítulo basado en la popular franquicia de videojuegos Samurai Spirits, renunció a su trabajo para dibujar a tiempo completo. Con la ayuda de un amigo editor, presentó una historia de Trigun para el número de febrero de 1996 de la revista Tokuma Shoten, Shōnen Captain, y comenzó la serialización regular dos meses después, en abril.
Sin embargo, Shōnen Captain fue cancelado a principios de 1997, y cuando la revista Young King Ours, publicada por Shōnen Gahōsha, se acercó a Nightow, estaban interesados en que él comenzara un nuevo trabajo. Nightow, sin embargo, estaba preocupado por la idea de dejar a Trigun incompleto y pidió que le permitieran terminar la serie. Los editores se mostraron comprensivos, y el manga se reanudó en 1998 como Trigun Maximum (Toraigan Makishimamu, ラ ora). La historia avanza dos años con el inicio de Maximum, y adquiere un tono un poco más serio. A pesar de esto, Nightow ha declarado que el nuevo título se debió exclusivamente al cambio de editores, y en lugar de ser una secuela, debería considerarse como una continuación de la misma serie. El 14 ° tankōbon fue publicado el 27 de febrero de 2008.
Shōnen Gahōsha más tarde compró los derechos de la serie de manga original de tres volúmenes y la volvió a publicar como dos volúmenes ampliados. En octubre de 2003, el editor estadounidense Dark Horse Comics lanzó el primer volumen ampliado traducido al inglés por Digital Manga, manteniendo el formato original de derecha a izquierda en lugar de reflejar las páginas. Trigun Maximum siguió rápidamente, y toda la tirada de 14 volúmenes se publicó durante un período de cinco años, desde mayo de 2004 hasta abril de 2009.
Un manga de la antología titulado, Trigun: balas múltiples (トライガ ン○マルチプル○バレッツ) de los cuentos escritos por varios artistas del manga tales como Boichi, Masakazu Ishiguru, Satoshi Mizukami, Yusuke Takeyama, Yuga Takauchi y Akira Sagami fue liberado por Shonen Gahosha en Japón en diciembre de 2011 y en Norteamérica el 6 de marzo de 2013.
En España, la editorial Glénat ha editado Trigun (12€, antes 10€) siguiendo la nueva edición de Shōnen Gahōsha y publica actualmente Trigun Maximum de forma mensual y a un precio de 8,95€ (antes 7'20€) por tomos. El último tomo publicado ha sido el 14. El tomo que pone punto final al manga de Yasuhiro Nightow.
Trigun también se publica en Estados Unidos a 10$ por tomo y en otros países como Alemania, Francia o Italia.
El 24 de julio, la editorial Larp Editores anunció su publicación en Argentina., en una edición fiel a la japonesa, editando los 2 tomos de la serie original en formato de 350 páginas y Maximum en 14 tomos de 200 páginas.

## Anime
Los episodios de la serie animada no se corresponden con los del manga original. Además, algunos de los títulos de los episodios han sido modificados en las diversas traducciones al español. La historia comienza prácticamente igual en el anime que en el manga, pero a medida que avanzan se van separando, llegando en el anime a un final desarrollado exclusivamente debido a la no existencia del final del manga en ese entonces. FUNimation Entertainment le compró los derechos de distribución de Trigun a Flying Dog, Inc. El DVD del anime se lanzó al mercado en otoño de 2010.
El 16 de junio de 2022, se anunció una segunda adaptación al anime de Orange titulada Trigun Stampede y su estreno está programado para 2023. Crunchyroll obtuvo la licencia para su lanzamiento global.
Al final del episodio 12, se anunció que se está produciendo una "fase final". En julio de 2024, se anunció que la fase final se titulará Trigun Stargaze, y la historia se desarrollará 2,5 años después del final de Trigun Stampede. La serie se estrenará en 2026.
El 14 de diciembre de 2022, Crunchyroll anunció que la serie "Trigun Stampede" recibirá un doblaje en español latino, que se estrenó el 28 de enero de 2023.

### Banda sonora
La música instrumental de fondo fue compuesta por Tsuneo Imahori.
- Opening

1. H.T por Tsuneo Imahori

- Ending

1. Kaze wa Mirai ni Fuku por AKIMA & NEOS

### Doblaje
| Personaje            | Actor de voz (Japón)                                                                          | Actor de voz (México)                                     | Actor de voz (España) | Actor de voz (Cataluña)     |
| -------------------- | --------------------------------------------------------------------------------------------- | --------------------------------------------------------- | --------------------- | --------------------------- |
| Vash the Stampede    | Masaya Onosaka/Hajimenori Miyata Yoshitsugu Matsuoka/Tomoyo Kurosawa (niño) (Trigun Stampede) | Gabriel Ortiz/Carlos Diaz Enzo Fortuny (Trigun Stampede)  | Nacho de Porrata      | Raúl Llorens                |
| Meryl Stryfe         | Hiromi Tsuru Sakura Andou (Trigun Stampede)                                                   | Georgina Sánchez Denisse Leguizamo (Trigun Stampede)      | Carmen Ambrós         | Noemí Bayarri               |
| Milly Thompson       | Satsuki Yukino                                                                                | Monica Pavon                                              | Olga Supervía         | Eva Lluch                   |
| Roberto de Niro      | Kenji Matsuda (Trigun Stampede)                                                               | Francisco Villasis (Trigun Stampede)                      |                       |                             |
| Nicholas D. Wolfwood | Shō Hayami Yoshimasa Hosoya (Trigun Stampede)                                                 | Carlos Hugo Hidalgo David Allende (Trigun Stampede)       | Lucas Cisneros        | Hernan Fernández            |
| Knives Millions      | Toru Furusawa/Masamichi Ota Junya Ikeda/Yumiri Hanamori (niño) (Trigun Stampede)              | Rubén León/Eduardo Curiel Carlos Torres (Trigun Stampede) | Ramón Rocabayera      | Ramon Canals/Vicky Martínez |
| Rem Saverem          | Aya Hisakawa Maaya Sakamoto (Trigun Stampede)                                                 | Adriana Casas                                             | Mayte Supervía        | N/D                         |
| Legato Bluesummers   | Toshihiko Seki Kouki Uchiyama (Trigun Stampede)                                               | Gerry Meza Dafnis Fernández (Trigun Stampede)             | Toni Mora             | Josep Maria Mas             |
| Kuroneko             | Satsuki Yukino                                                                                | N/D                                                       | Mayte Supervía        | N/D                         |

## Película
Yasuhiro Nightow, en la "Anime Central Convention" de 2007, confirmó que estaba en progreso una película de Trigun y que ya estaban terminando la preproducción.
En febrero de 2008 aparecieron más detalles sobre la película en el tomo 14 del manga "Trigun Maximum", anunciando que llegaría para el 2009. En julio de 2009 se mostró en el Anime Expo en Los Ángeles, Estados Unidos, el tráiler de la película, titulada: "Trigun: Badlands Rumble" (traducido literalmente como "Trigun: Estruendo en tierras yermas"). La animación está a cargo de Madhouse y el guion por parte de Yasuko Kobayashi. No está basada en la trama del manga, sino la de un episodio más del anime. La película se estrenó el 24 de abril de 2010 en Japón. En Estados Unidos se estrenó el 27 de septiembre de 2011 ya que fue licenciada por FUNimation Entertainment. El DVD y Blu-Ray de la película se lanzó al mercado el 12 de noviembre de 2012.